# J. L. Bourne
J.L. Bourne (Arkansas, ...) è uno scrittore statunitense, nato in una piccola cittadina dell'Arkansas.
Attualmente è un ufficiale in servizio permanente nella Marina Militare Americana.
Ha in attivo più di 60 missioni di combattimento e ha prestato supporto all'operazione Iraqi Freedom.
Nonostante il suo impegno nella Marina Militare Americana trova il tempo per la sua passione, la scrittura.
Ha raggiunto il successo nel 2009 con il progetto di DAY BY DAY ARMAGEDDON.
Il progetto DAY BY DAY ARMAGEDDON nasce su un semplice block notes e ha la forma di brevi appunti che descrivono scenari di guerra i cui protagonisti sono i non-morti.
Nel 2003 progetta il sito web J.L.BOURNE.COM  (http://www.jlbourne.com/) e qui comincia a caricare i suoi appunti che diventano un vero e proprio diario; i lettori del blog vengono catapultati in un mondo apocalittico e seguono le vicende di un uomo in fuga dai non-morti. 
Il romanzo è stato pubblicato per la prima volta nel 2007 da Permuted Press e nel 2009 da Simon&Schuster.
In Italia il romanzo prende il nome di Diario di un sopravvissuto agli zombie e a questo seguono Diario di un Sopravvissuto agli Zombie, Oltre L'Esilio, La Clessidra Infranta, e Inferno Eterno.